# Sibut
Sibut er hovedstaden i Kémo-præfekturet i Den Centralafrikanske Republik og har en befolkning på 34.267.

## Trafik
Sibut ligger ved floden Tomi. Fra Sibut og frem har floden kun en svag hældning, hvilket gør den sejlbar for piroger og bliver et handelscenter med Tchad. Sydvest for byen ligger en lille flyveplads.

## Historie
I 1896 blev den franske base Krébédjé grundlagt af Émile Gentil. Byen blev dannet ved en sammenlægning af Fort Sibut og koloniposten Krébédjé.

## Personer
Jean-Pierre Lebouder, der var premierminister i Centralafrikanske Republik fra 1980 til 1981, blev født i Fort Sibut i 1944.